# Grand Prix automobile d'Allemagne

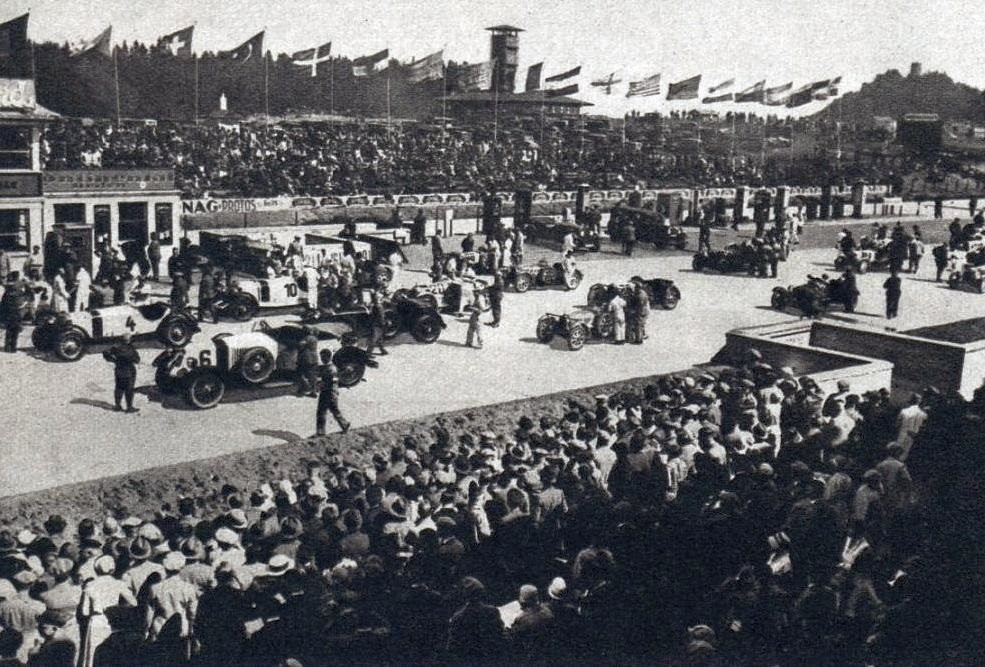
Nürburgring 1929, départ du Grand Prix national.

Le Grand Prix automobile d'Allemagne (en allemand : Großer Preis von Deutschland) est une course automobile dont la première édition a eu lieu le 11 juillet 1926 sur l'AVUS. 
Le Grand Prix d'Allemagne apparait pour la première fois au calendrier du championnat du monde de Formule 1 en 1951, dès la deuxième année d'existence du championnat. Par la suite, il figure chaque année dans le calendrier du championnat du monde, à l'exception des saisons 1955 (épreuve annulée à la suite du drame des 24 Heures du Mans survenu quelques semaines plus tôt), 1960 (course réservée aux monoplaces de Formule 2), 2007, 2015, 2017, 2020 et 2021.

## Historique
En 1907, l'italien Felice Nazzaro remporte en précurseur la course d'un jour du Kaiserpreis (ou « Prix de l'empereur »), disputée sur 117 kilomètres. A partir de 1925 se tient le Solituderennen.
Les trois premières éditions du Grand Prix d'Allemagne récompensent la catégorie des voitures de sport, ainsi que l'édition 1931. En 1927, l'Allemagne se dote d'un circuit permanent, le Nürburgring, qui accueille alors le GP national et le Grand Prix l'Eifel. A partir de 1929, les voitures de la catégorie Grand Prix concourent. Les courses de 1930 et 1933 furent annulées pour des raisons économiques liées à la Grande Dépression.
En 1948, les courses reprennent en Allemagne de l'Ouest dans la catégorie Formule 2 sur le Grenzlandring, et en 1950 pour le Grand Prix. L'année suivante l'épreuve est inscrite à la deuxième édition du championnat du monde de Formule 1. En 1952 et 1953 les courses se tiennent sous la réglementation Formule 2.
Jusqu'en 1976, et si l'on excepte quelques incursions sur les tracés de l'Avus et de Hockenheim, le Grand Prix Prix d'Allemagne proprement dit se tient sur la boucle nord du Nürburgring (la célèbre Nordschleife) un circuit très sélectif et particulièrement dangereux de plus de 20 kilomètres de long. Jugé inadapté aux Formule 1 modernes (avant même l'accident de Niki Lauda survenu lors de l'édition 1976, la Fédération avait décidé de lui retirer son homologation). De 1977 à 2006 (hormis un bref retour sur le tracé moderne du Nürburgring en 1985), c'est sur le circuit d'Hockenheim qu'est organisée l'épreuve. De son côté, le Nürbugring accueillit une deuxième épreuve sur le sol allemand (sous les noms de Grand Prix d'Europe et de Grand Prix du Luxembourg) en 1984 puis de 1995 à 2006. À noter également que le 24 juillet 2020, en raison d'un calendrier très fortement perturbé par la pandémie de Covid-19, la Formula One Management a annonce le retour de la Formule 1 sur le Nürburgring, dont la dernière course a eu lieu en 2013, à l'occasion de l'Eifelrennen 2020 le 11 octobre 2020.
À partir de 2007, il fut décidé que l'Allemagne n'accueillerait plus qu'une seule épreuve chaque année, disputée en alternance à Hockenheim (les années paires) et au Nürburgring (les années impaires). Logiquement, qu'elle se déroule à Hockenheim ou au Nürburgring, cette épreuve aurait dû recevoir le titre de « Grand Prix d'Allemagne » mais à la suite d'un désaccord entre l'Automobilclub von Deutschland (organisateur de la course d'Hockenheim et titulaire exclusif de l'appellation « Grand Prix d'Allemagne ») et l'Allgemeiner Deutscher Automobil-Club (organisateur de la course du Nürburgring), l'épreuve de 2007 a conservé le titre de Grand Prix d'Europe. Le Grand Prix d'Allemagne a donc été absent du calendrier pour la première fois depuis 1960.
Le 19 mars 2015, après le retrait officiel du circuit d'Hockenheim suivant celui du Nürburgring, aucun accord n'a été trouvé pour l'organisation d'un Grand Prix d'Allemagne qui devait se dérouler le 19 juillet. C'est la première fois depuis 1960 qu'il n'y a pas de course de Formule 1 en Allemagne.

## Faits marquants
- GP d'Allemagne 1957 : retardé de près d'une minute par un arrêt au stand mal exécuté par Maserati à huit tours de l'arrivée, Juan Manuel Fangio entame une remontée spectaculaire où il bat le record du tour à plusieurs reprises, et parvient à rejoindre et à dépasser les Ferrari de Mike Hawthorn et Peter Collins dans le dernier tour pour remporter la course et son cinquième titre mondial.
- GP d'Allemagne 1959 : seul Grand Prix d'Allemagne disputé sur le circuit de l'Avus, disputé en deux manches. Tony Brooks s'impose dans une édition endeuillée par l'accident mortel de Jean Behra lors d'une course en lever de rideau.
- GP d'Allemagne 1968 : sous une pluie battante, Jackie Stewart s'impose avec plus de quatre minutes d'avance sur Graham Hill.
- GP d'Allemagne 1976 : dernière édition disputée sur la Nordschleiffe, la course est marquée par le terrible accident de Niki Lauda au deuxième tour. Sa Ferrari tape le rail et s'enflamme aussitôt. L'Autrichien reste coincé dans sa monoplace en feu et doit son salut à l'intervention de quatre pilotes qui se sont arrêtés pour le sauver. Gravement brûlé et intoxiqué, il frôle la mort à l'hôpital.
- GP d'Allemagne 1977 : un an après son accident lors du Grand Prix d'Allemagne, Niki Lauda remporte la course disputée sur l'Hockenheimring.
- GP d'Allemagne 1980 : Jacques Laffite s'impose dans un contexte douloureux sur l'Hockenheimring, quelques jours après l'accident mortel sur ce circuit de son ami et ancien coéquipier Patrick Depailler.
- GP d'Allemagne 1982 : la carrière de Didier Pironi en Formule 1 prend fin alors qu'il était presque assuré du titre mondial. Pendant les essais disputés sous la pluie, sa Ferrari percute la Renault d'Alain Prost et s'envole pour finir contre le rail. Sérieusement blessé aux jambes, Pironi frôle l'amputation. La course est remportée par son coéquipier Patrick Tambay alors que le champion du monde Nelson Piquet, sorti à cause d'un accrochage avec Eliseo Salazar, en vient aux mains avec ce dernier sous l'œil des caméras de télévision.
- GP d'Allemagne 1984 : Alain Prost remporte le premier Grand Prix organisé sur la nouvelle version du Nürburgring.
- GP d'Allemagne 1993 : deux semaines après avoir perdu l'occasion d'une première victoire en carrière à la suite d'une casse moteur à domicile, Damon Hill crève un pneu et abandonne à deux tours de l'arrivée alors qu'il occupait à nouveau le commandement. Son coéquipier Alain Prost s'impose pour la 51e et dernière fois de sa carrière en Formule 1.
- GP d'Allemagne 1994 : le public allemand s'attend à voir triompher Michael Schumacher, mais il abandonne pour la première fois de la saison. La victoire revient à Gerhard Berger qui remporte la première victoire de Ferrari en Formule 1 depuis quatre ans.
- GP d'Allemagne 1995 : élancé en pole position, Damon Hill part à la faute dès le deuxième tour et laisse la victoire à son rival Michael Schumacher qui s'impose à domicile pour la première fois de sa carrière.
- GP d'Allemagne 1999 : retardé à cause d'un mauvais arrêt aux stands, Mika Häkkinen attaque pour revenir sur la tête de course quand son pneu arrière droit explose à plus de 300 km/h, l'envoyant contre un mur de pneus. La victoire revient à Eddie Irvine, qui prend la tête du championnat du monde, devant le remplaçant de Michael Schumacher, blessé à Silverstone, Mika Salo.
- GP d'Allemagne 2000 : parti en première ligne, Michael Schumacher abandonne dès le premier virage, percuté par Giancarlo Fisichella. Les McLaren-Mercedes de Mika Häkkinen et David Coulthard mènent la course quand un homme surgit sur la piste, entraînant l'entrée de la voiture de sécurité. Après cet incident, la pluie fait son apparition. Alors que tous les concurrents rentrent pour changer de pneus, Rubens Barrichello, le coéquipier de Schumacher, reste en piste et remporte sa première victoire en Formule 1 alors qu'il s'élançait de la 18e place ; c'est la première victoire d'un Brésilien depuis Ayrton Senna au Grand Prix d'Australie 1993.
- GP d'Allemagne 2005 : Kimi Räikkönen, parti en pole position, occupe solidement la tête à l'entame de la deuxième moitié de course lorsqu'une panne hydraulique sur sa McLaren le contraint à l'abandon. Son rival Fernando Alonso remporte la course et creuse l'écart au championnat.
- GP d'Allemagne 2010 : Sebastian Vettel rafle la pole position à Fernando Alonso pour deux millièmes de seconde. À l'extinction des feux, il tente de contrer l'Espagnol mais échoue et se fait en plus dépasser par Felipe Massa. Le Brésilien mène les débats et semble parti pour remporter la course un an après son accident du Grand Prix de Hongrie, lorsqu'il reçoit un message radio de Ferrari lui disant que son coéquipier Fernando Alonso est plus rapide que lui. Il s'agit d'un ordre déguisé lui demandant de le laisser passer ; Alonso prend la tête, s'impose et cet événement relance le débat sur les consignes d'équipe en Formule 1.
- GP d'Allemagne 2014 : Nico Rosberg, au volant d'une Mercedes, dispute ce Grand Prix avec un casque célébrant le quatrième titre mondial de l'équipe d'Allemagne de football, sacrée quelques jours plus tôt lors de la Coupe du monde. Devant son public, il réalise la pole position et remporte la course. Il s'agit de la première victoire à domicile d'un allemand au volant d'une voiture allemande depuis Rudolf Caracciola 75 ans auparavant.
- GP d'Allemagne 2018 : Lewis Hamilton remporte la course après s'être élancé de la 14e position sur la grille de départ. Il reprend les commandes du championnat aux dépens de Sebastian Vettel, qui a abandonné sur sortie de piste au moment où la pluie s'est mise à tomber, alors qu'il menait la course.
- GP d'Allemagne 2019 : la course, disputée sous des conditions climatiques changeantes, donne lieu à de nombreux rebondissements. Max Verstappen s'impose devant Sebastian Vettel, parti dernier, et Daniil Kvyat qui offre à la Scuderia Toro Rosso son premier podium depuis le Grand Prix d'Italie 2008. Mercedes, qui célébrait son 200e Grand Prix de Formule 1, vit une course difficile : Lewis Hamilton, parti en pole position et ayant mené pendant plusieurs tours, sort deux fois de la piste, écope d'une pénalité et termine neuvième tandis que Valtteri Bottas, élancé troisième, abandonne sur sortie de piste.

## Circuits

Les différents circuits utilisés pour les Championnats du monde de Formule 1
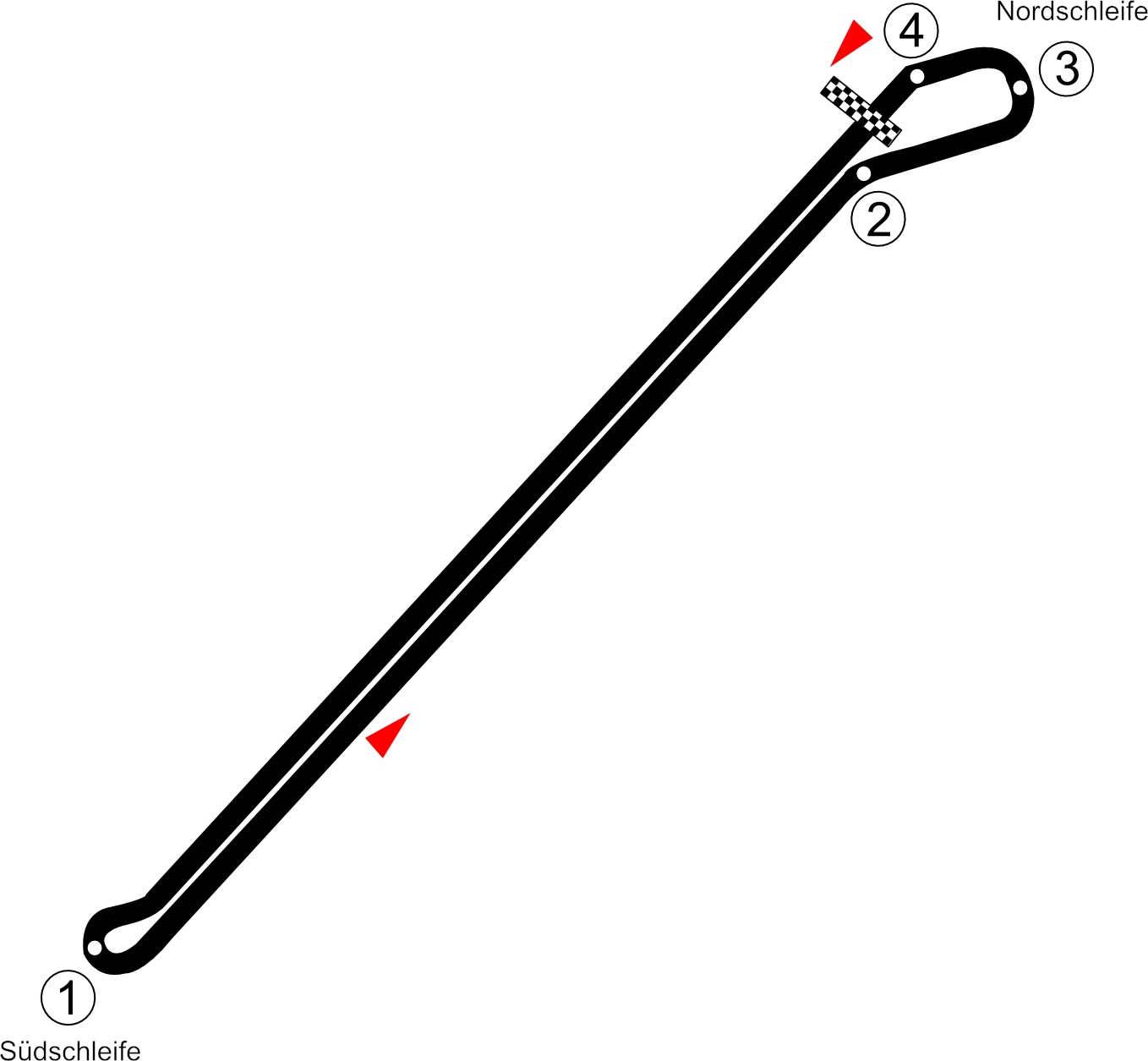
Circuit de l'Avus.
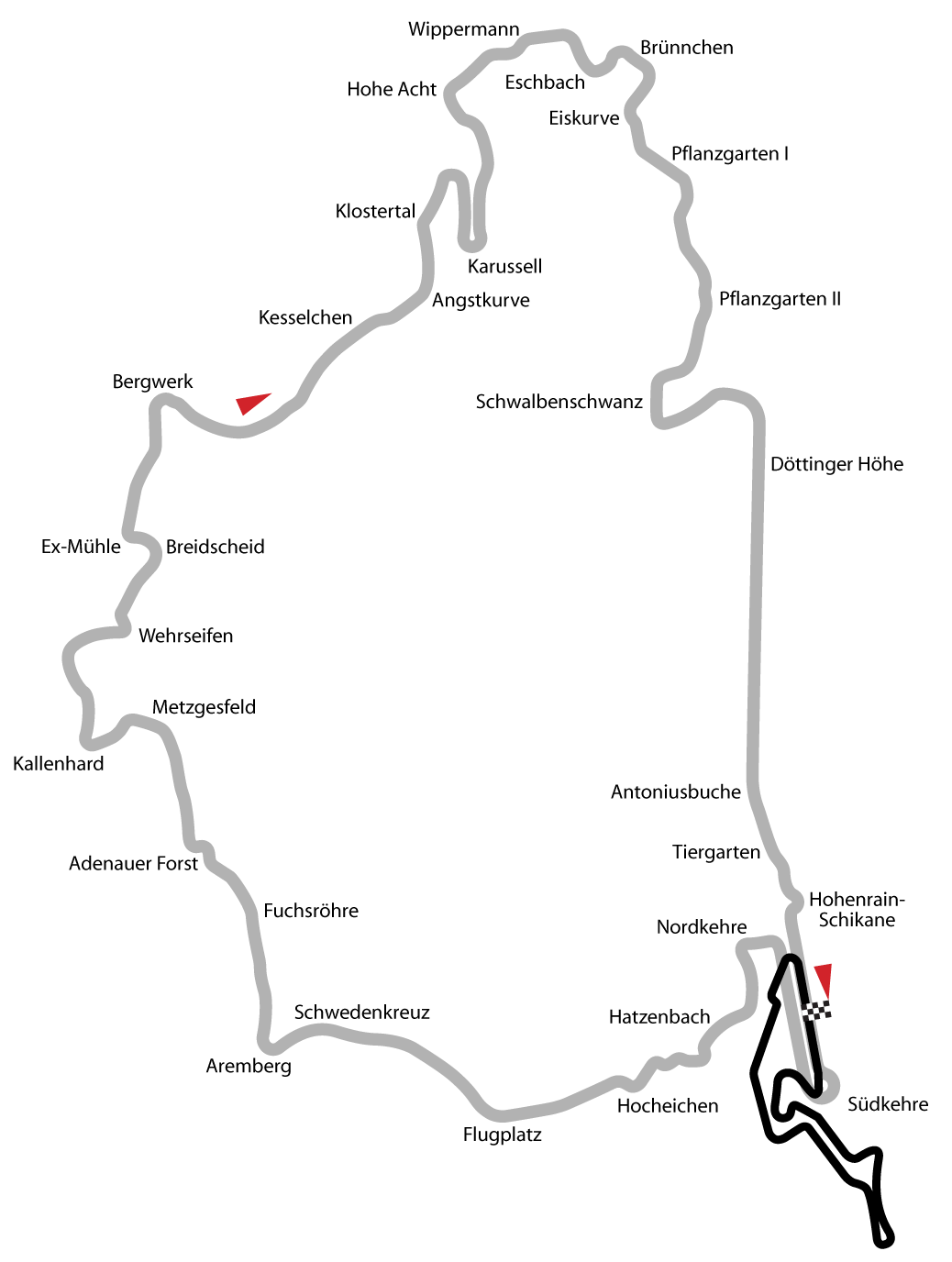
La boucle nord du Nürburgring (Nordschleife).
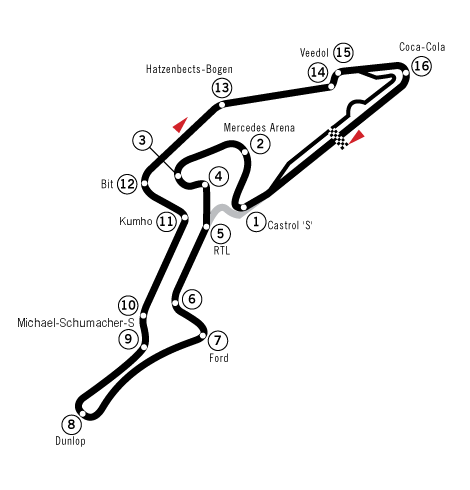
Le Nürburgring actuel (dans sa version depuis 2002).
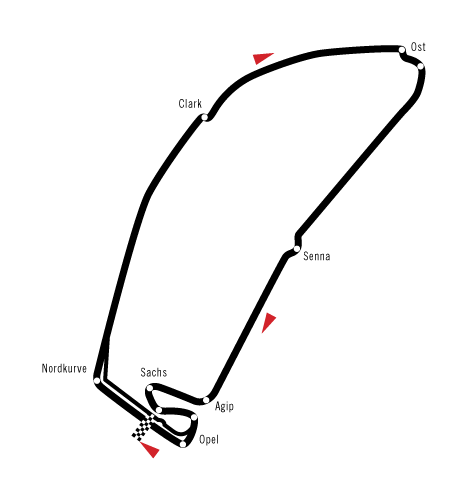
L'ancien circuit d'Hockenheim.
Le circuit actuel d'Hockenheim (dans sa version depuis 2003).

## Accidents mortels
Le Grand Prix d'Allemagne fut endeuillé par cinq fois au cours de son existence.
- Onofre Marimón, en 1954, pendant les qualifications, sur le Nürburgring.
- Peter Collins, en 1958, pendant la course, sur le Nürburgring.
- Carel Godin de Beaufort, en 1964, pendant les qualifications, sur le Nürburgring.
- John Taylor, en 1966, pendant la course, sur le Nürburgring.
- Gerhard Mitter, en 1969, pendant les qualifications, sur le Nürburgring.

## Palmarès

### Par années
À noter la victoire de Graham Hill en 1962 et de son fils Damon en 1996.
- Événements qui ne faisaient pas partie du championnat du monde de Formule 1.

- Événements qui ne faisaient pas partie du championnat d'Europe des pilotes avant guerre.

| Année     | Vainqueur                          | Voiture          | Circuit                   | Résultats |
| --------- | ---------------------------------- | ---------------- | ------------------------- | --------- |
| 1926      | Rudolf Caracciola                  | Mercedes-Benz    | Avus                      | Résultats |
| 1927      | Otto Merz                          | Mercedes-Benz    | Nürburgring Gesamtstrecke | Résultats |
| 1928      | Rudolf Caracciola Christian Werner | Mercedes-Benz    | Nürburgring Gesamtstrecke | Résultats |
| 1929      | Louis Chiron                       | Bugatti          | Nürburgring Gesamtstrecke | Résultats |
| 1930      | Non couru                          | Non couru        | Non couru                 | Non couru |
| 1931      | Rudolf Caracciola                  | Mercedes-Benz    | Nürburgring Nordschleife  | Résultats |
| 1932      | Rudolf Caracciola                  | Alfa Romeo       | Nürburgring Nordschleife  | Résultats |
| 1933      | Non couru                          | Non couru        | Non couru                 | Non couru |
| 1934      | Hans Stuck                         | Auto Union       | Nürburgring Nordschleife  | Résultats |
| 1935      | Tazio Nuvolari                     | Alfa Romeo       | Nürburgring Nordschleife  | Résultats |
| 1936      | Bernd Rosemeyer                    | Auto Union       | Nürburgring Nordschleife  | Résultats |
| 1937      | Rudolf Caracciola                  | Mercedes-Benz    | Nürburgring Nordschleife  | Résultats |
| 1938      | Richard Seaman                     | Mercedes-Benz    | Nürburgring Nordschleife  | Résultats |
| 1939      | Rudolf Caracciola                  | Mercedes-Benz    | Nürburgring Nordschleife  | Résultats |
| 1940-1949 | Non couru                          | Non couru        | Non couru                 | Non couru |
| 1950      | Alberto Ascari                     | Ferrari          | Nürburgring Nordschleife  | Résultats |
| 1951      | Alberto Ascari                     | Ferrari          | Nürburgring Nordschleife  | Résultats |
| 1952      | Alberto Ascari                     | Ferrari          | Nürburgring Nordschleife  | Résultats |
| 1953      | Giuseppe Farina                    | Ferrari          | Nürburgring Nordschleife  | Résultats |
| 1954      | Juan Manuel Fangio                 | Daimler-Benz     | Nürburgring Nordschleife  | Résultats |
| 1956      | Juan Manuel Fangio                 | Ferrari          | Nürburgring Nordschleife  | Résultats |
| 1957      | Juan Manuel Fangio                 | Maserati         | Nürburgring Nordschleife  | Résultats |
| 1958      | Tony Brooks                        | Vanwall          | Nürburgring Nordschleife  | Résultats |
| 1959      | Tony Brooks                        | Ferrari          | Avus                      | Résultats |
| 1960      | Joakim Bonnier                     | Porsche          | Nürburgring Sudschleife   | Résultats |
| 1961      | Stirling Moss                      | Lotus-Climax     | Nürburgring Nordschleife  | Résultats |
| 1962      | Graham Hill                        | BRM              | Nürburgring Nordschleife  | Résultats |
| 1963      | John Surtees                       | Ferrari          | Nürburgring Nordschleife  | Résultats |
| 1964      | John Surtees                       | Ferrari          | Nürburgring Nordschleife  | Résultats |
| 1965      | Jim Clark                          | Lotus-Climax     | Nürburgring Nordschleife  | Résultats |
| 1966      | Jack Brabham                       | Brabham-Repco    | Nürburgring Nordschleife  | Résultats |
| 1967      | Denny Hulme                        | Brabham-Repco    | Nürburgring Nordschleife  | Résultats |
| 1968      | Jackie Stewart                     | Matra-Ford       | Nürburgring Nordschleife  | Résultats |
| 1969      | Jacky Ickx                         | Brabham-Ford     | Nürburgring Nordschleife  | Résultats |
| 1970      | Jochen Rindt                       | Lotus-Ford       | Hockenheim                | Résultats |
| 1971      | Jackie Stewart                     | Tyrrell-Ford     | Nürburgring Nordschleife  | Résultats |
| 1972      | Jacky Ickx                         | Ferrari          | Nürburgring Nordschleife  | Résultats |
| 1973      | Jackie Stewart                     | Tyrrell-Ford     | Nürburgring Nordschleife  | Résultats |
| 1974      | Clay Regazzoni                     | Ferrari          | Nürburgring Nordschleife  | Résultats |
| 1975      | Carlos Reutemann                   | Brabham-Ford     | Nürburgring Nordschleife  | Résultats |
| 1976      | James Hunt                         | McLaren-Ford     | Nürburgring Nordschleife  | Résultats |
| 1977      | Niki Lauda                         | Ferrari          | Hockenheim                | Résultats |
| 1978      | Mario Andretti                     | Lotus-Ford       | Hockenheim                | Résultats |
| 1979      | Alan Jones                         | Williams-Ford    | Hockenheim                | Résultats |
| 1980      | Jacques Laffite                    | Ligier-Ford      | Hockenheim                | Résultats |
| 1981      | Nelson Piquet                      | Brabham-Ford     | Hockenheim                | Résultats |
| 1982      | Patrick Tambay                     | Ferrari          | Hockenheim                | Résultats |
| 1983      | René Arnoux                        | Ferrari          | Hockenheim                | Résultats |
| 1984      | Alain Prost                        | McLaren-TAG      | Hockenheim                | Résultats |
| 1985      | Michele Alboreto                   | Ferrari          | Nürburgring moderne       | Résultats |
| 1986      | Nelson Piquet                      | Williams-Honda   | Hockenheim                | Résultats |
| 1987      | Nelson Piquet                      | Williams-Honda   | Hockenheim                | Résultats |
| 1988      | Ayrton Senna                       | McLaren-Honda    | Hockenheim                | Résultats |
| 1989      | Ayrton Senna                       | McLaren-Honda    | Hockenheim                | Résultats |
| 1990      | Ayrton Senna                       | McLaren-Honda    | Hockenheim                | Résultats |
| 1991      | Nigel Mansell                      | Williams-Renault | Hockenheim                | Résultats |
| 1992      | Nigel Mansell                      | Williams-Renault | Hockenheim                | Résultats |
| 1993      | Alain Prost                        | Williams-Renault | Hockenheim                | Résultats |
| 1994      | Gerhard Berger                     | Ferrari          | Hockenheim                | Résultats |
| 1995      | Michael Schumacher                 | Benetton-Renault | Hockenheim                | Résultats |
| 1996      | Damon Hill                         | Williams-Renault | Hockenheim                | Résultats |
| 1997      | Gerhard Berger                     | Benetton-Renault | Hockenheim                | Résultats |
| 1998      | Mika Häkkinen                      | McLaren-Mercedes | Hockenheim                | Résultats |
| 1999      | Eddie Irvine                       | Ferrari          | Hockenheim                | Résultats |
| 2000      | Rubens Barrichello                 | Ferrari          | Hockenheim                | Résultats |
| 2001      | Ralf Schumacher                    | Williams-BMW     | Hockenheim                | Résultats |
| 2002      | Michael Schumacher                 | Ferrari          | Hockenheim                | Résultats |
| 2003      | Juan Pablo Montoya                 | Williams-BMW     | Hockenheim                | Résultats |
| 2004      | Michael Schumacher                 | Ferrari          | Hockenheim                | Résultats |
| 2005      | Fernando Alonso                    | Renault          | Hockenheim                | Résultats |
| 2006      | Michael Schumacher                 | Ferrari          | Hockenheim                | Résultats |
| 2007      | Non couru                          | Non couru        | Non couru                 | Non couru |
| 2008      | Lewis Hamilton                     | McLaren-Mercedes | Hockenheim                | Résultats |
| 2009      | Mark Webber                        | Red Bull-Renault | Nürburgring moderne       | Résultats |
| 2010      | Fernando Alonso                    | Ferrari          | Hockenheim                | Résultats |
| 2011      | Lewis Hamilton                     | McLaren-Mercedes | Nürburgring moderne       | Résultats |
| 2012      | Fernando Alonso                    | Ferrari          | Hockenheim                | Résultats |
| 2013      | Sebastian Vettel                   | Red Bull-Renault | Nürburgring moderne       | Résultats |
| 2014      | Nico Rosberg                       | Mercedes         | Hockenheim                | Résultats |
| 2015      | Annulé                             | Annulé           | Annulé                    | Annulé    |
| 2016      | Lewis Hamilton                     | Mercedes         | Hockenheim                | Résultats |
| 2017      | Non couru                          | Non couru        | Non couru                 | Non couru |
| 2018      | Lewis Hamilton                     | Mercedes         | Hockenheim                | Résultats |
| 2019      | Max Verstappen                     | Red Bull-Honda   | Hockenheim                | Résultats |

### Par nombres de victoires
Un fond rose indique un événement qui ne faisait pas partie du Championnat du Monde de Formule 1. Un fond jaune indique un événement qui faisait partie du championnat d'Europe d'avant la Seconde Guerre mondiale.
| Nombre de victoires | Pilotes            | Années                                    |
| ------------------- | ------------------ | ----------------------------------------- |
| 6                   | Rudolf Caracciola  | - 1926 - 1928 - 1931 - 1932 - 1937 - 1939 |
| 4                   | Michael Schumacher | - 1995 - 2002 - 2004 - 2006               |
| 4                   | Lewis Hamilton     | - 2008 - 2011 - 2016 - 2018               |
| 3                   | Alberto Ascari     | - 1950 - 1951 - 1952                      |
| 3                   | Juan Manuel Fangio | - 1954 - 1956 - 1957                      |
| 3                   | Jackie Stewart     | - 1968 - 1971 - 1973                      |
| 3                   | Nelson Piquet      | - 1981 - 1986 - 1987                      |
| 3                   | Ayrton Senna       | - 1988 - 1989 - 1990                      |
| 3                   | Fernando Alonso    | - 2005 - 2010 - 2012                      |
| 2                   | Tony Brooks        | - 1958 - 1959                             |
| 2                   | John Surtees       | - 1963 - 1964                             |
| 2                   | Jacky Ickx         | - 1969 - 1972                             |
| 2                   | Nigel Mansell      | - 1991 - 1992                             |
| 2                   | Alain Prost        | - 1984 - 1993                             |
| 2                   | Gerhard Berger     | - 1994 - 1997                             |

| Pos. | Nation      | Victoire(s) |
| ---- | ----------- | ----------- |
| 1er  | Royaume-Uni | 19          |
| 2e   | Allemagne   | 16          |
| 3e   | Brésil      | 7           |
| 4e   | Italie      | 6           |
| 5e   | France      | 5           |
| 6e   | Argentine   | 3           |
| 6e   | Autriche    | 3           |
| 6e   | Australie   | 3           |
| 6e   | Espagne     | 3           |

### Par constructeurs
| Nombre de victoires | Constructeurs | Années |
| ------------------- | ------------- | --- |
| 22                  | Ferrari       | 1950, 1951, 1952, 1953, 1956, 1959, 1963, 1964, 1972, 1974 1977, 1982, 1983, 1985, 1994, 1999, 2000, 2002, 2004, 2006 2010, 2012 |
| 11                  | Mercedes-Benz | 1926, 1927, 1928, 1931, 1937, 1938, 1939, 1954, 2014, 2016, 2018                                                                 |
| 9                   | Williams      | 1979, 1986, 1987, 1991, 1992, 1993, 1996, 2001, 2003                                                                             |
| 8                   | McLaren       | 1976, 1984, 1988, 1989, 1990, 1998, 2008, 2011                                                                                   |
| 5                   | Brabham       | 1966, 1967, 1969, 1975, 1981 |
| 4                   | Lotus         | 1961, 1965, 1970, 1978 |
| 3                   | Red Bull      | 2009, 2013, 2019 |
| 2                   | Alfa Romeo    | 1932, 1935 |
| 2                   | Auto Union    | 1934, 1936 |
| 2                   | Tyrrell       | 1971, 1973 |
| 2                   | / Benetton    | 1995, 1997 |

| Pos. | Nation      | Victoire(s) |
| ---- | ----------- | ----------- |
| 1er  | Royaume-Uni | 31          |
| 2e   | Italie      | 26          |
| 3e   | Allemagne   | 14          |
| 4e   | France      | 4           |
| 5e   | Autriche    | 3           |